# Faravari Mons
Il Faravari Mons è una struttura geologica della superficie di Venere.